# Tamara Makarova
Pour les articles homonymes, voir Makarova.
Tamara Makarova (en russe : Тамара Макарова), née le 13 août 1907 à Saint-Pétersbourg et morte le 20 janvier 1997  à Moscou, est une actrice soviétique et russe.
Tamara Makarova est apparue dans 31 films entre 1927 et 1984. 

## Biographie
En 1927, Tamara Makarova fait ses débuts au cinéma dans le film (Somebody Else's Coat ([Le Veston étranger]). Sur le tournage, elle rencontre Sergueï Guerassimov avec qui elle se marie un an plus tard. Toute la carrière artistique de Tamara Makarova sera ensuite liée à ce réalisateur sous la direction duquel elle tourne seize films. 
Avec Gerassimov également, elle enseigne à l'Institut national de la cinématographie à partir de 1944 (nommée professeur en 1968). Elle adopte le fils de sa sœur Arthur Makarov dont les parents sont déportés dans le contexte des « Grandes Purges » et qui deviendra écrivain et scénariste.

## Filmographie sélective
- 1927 : Somebody Else's Coat (Chuzhoy pidzhak) de Boris Shpis (en) : Dudkina
- 1929 : La Nouvelle Babylone : danseuse de can-can
- 1933 : Le Déserteur de Vsevolod Pudovkine
- 1936 :  Les Sept braves (Семеро смелых) de Sergueï Guerassimov : médecin d'expédition
- 1941 : Mascarade de Serguei Guerassimov : Nina
- 1946 : La Fleur de pierre : la reine de la Montagne de Cuivre
- 1946 : The Vow (en) de Mikheil Chiaureli
- 1948 : La Jeune Garde (Молодая гвардия) de Sergueï Guerassimov : mère d'Oleg Kochevoï
- 1948 : Histoire d'un homme véritable (Повесть о настоящем человеке) d'Alexandre Stolper : Klaudia
- 1951 : Le Médecin de campagne (Сельский врач) de Sergueï Guerassimov : Dr Kazakova
- 1967 : Le Journaliste (Журналист, Zhurnalist), de Sergueï Guerassimov : Panina
- 1974 : Mères et Filles (Дочки-матери)  de Sergueï Guerassimov : Elena Vassilieva
- 1980 : La Jeunesse de Pierre Le Grand (Юность Петра, Younost Petra) de Sergueï Guerassimov : Natalia Narychkina
- 1981 : Le Début des affaires glorieuses (В начале славных дел, V natchale slavnykh del) de Sergueï Guerassimov : Natalia Narychkina